# Teinobasis alluaudi
Teinobasis alluaudi – gatunek ważki z rodziny łątkowatych (Coenagrionidae). Występuje we wschodniej części Afryki (Malawi, wschodnia Tanzania, południowo-wschodnia Kenia) oraz na Madagaskarze i Seszelach.